# ЛЕПрикон
ЛЕПрикон (LEPrecon) је одељење Полиције Нижих Слојева (енгл. Lower Elements Police, скр. LEP) у серији књига „Артемис Фаул” ирског књижевника Оуена Колфера. Бави се истражним и обавештајним пословима (ен. reconnaissance, краће recon). У свету вила, ово се најчешће своди на праћење и хватање особа које залутају где им није место, посебно из њиховог тајног подземног обитавалишта Уточишта на површину Земље. Име је изведено из ирске легенде о леприконима, односно, Колфер жели да прикаже њихову 'праву' природу.
Поред већ наведених дужности, баве се и брисањем памћења људи и уклањањем трагова у случају да Народ (како све вилинска цивилизација себе назива) дође у нежељени контакт са Прашинарима (одн. људима). Ово одељење постоји вековима и главни је корисник технологије коју ствара Ждребац.

## Ликови
Овде су наведени неки од главних ликова у књигама који су везани за ЛЕП.
Капетан Холи Шорт је прва жена у ЛЕПрикону у историји. Ова чињеница јој доста отежава посао јер од њене успешности зависе будуће генерације регрута. Врло је способна и интелигентна.
Наредник Џулијус Рут је високи официр ЛЕПрикона. Најчешће је бесан, што се најлакше примети по црвеном лицу захваљујући чему је и добио надимак Рутквица. Иако не поклања превише пажње вербализацији ситуације и објашњењима, ипак му је стало до људи са којима ради, посебно до Холи Шорт и Ждрепца, који је једина особа којој је прећутно дозвољено да га завитлава. Био је бесан што је прво женско у ЛЕП-у баш њему морало да припадне, али ју је ускоро заволео као ћерку. Баш зато је и тера до крајњих граница, и жели да покаже да је и у најгорим ситуацијама способна да одговори изазову.
Ждребац је кентаур, мајстор за технологију који врло добро зна како да изнервира све око себе, посебно наредника Рута. Ипак, увек ће помоћи онима до којих му је стало, чак и када треба заобићи или прекршити правила и наређења. Задужен је за сву технологију ЛЕП-а, као и за надгледање људских комуникација и активности. Добро је упознат са људском технологијом, врло добро је информисан, али му недостаје мало социјалног такта. Близак је пријатељ Холи Шорт.
Трабл Келп је официр ЛЕП-а истог чина као и Холи. Њих двоје се знају још са академије. Има и млађег брата са много нижим чином, којег воли и којег покушава да заштити, али који га крајње нервира. Његово име није одувек било Трабл (енгл. Trouble - невоља): изабрао га је пошто је дипломирао на Полицијској Академији.
Граб Келп је млађи брат Трабла Келпа и запослен је у ЛЕП-у. Чини се да се плаши скоро свега и лако се вређа. Често прети да ће звати 'Маму' када га брат злоставља, што је у супротности са чињеницом да је сам савладао Батлера, најопаснијег човека са којим су се срели. 
Брајар Куџон је бивши пријатељ и садашњи архинепријатељ Џулијуса Рута. Покушава да се прикаже у добром светлу да би доспео до Савета, врло престижне и моћне политичке групације. Током Кризе Артемис Фаул је добио чин Наредника, који му је одузет после пропасти његовог плана. Куџон се налази у центру проблема у другој књизи, са својим криминалним партнером Опал Кобои. На крају Арктичког Инцидента, Куџон је, чини се, погинуо.